# Langon (Loir-et-Cher)
Langon település Franciaországban, Loir-et-Cher megyében. Lakosainak száma 826 fő (2022. január 1.). Langon Châtres-sur-Cher, Mennetou-sur-Cher, Saint-Julien-sur-Cher, Saint-Loup, Selles-Saint-Denis, Villefranche-sur-Cher és Villeherviers községekkel határos.

## Népesség
A település népességének változása:
| Lakosok száma | 601  | 755  | 813  | 825  | 857  | 813  | 812  | 824  | 830  | 826  |
|               | 1968 | 1982 | 1990 | 2006 | 2013 | 2015 | 2017 | 2019 | 2020 | 2022 |